# Disturbios del 1 de diciembre de 2012 en México
Los disturbios del 1 de diciembre de 2012 en México, también conocidos como 1DMX, fueron una serie de manifestaciones que tuvieron lugar en la Ciudad de México durante la toma de protesta de Enrique Peña Nieto como Presidente de México.
Se realizaron manifestaciones ciudadanas y de diferentes grupos como la Unión de la Juventud Revolucionaria de México (UJRM), el Frente Popular Revolucionario (FPR), el Partido Comunista de México-Marxista Leninista (PCMML), la Asamblea Popular de los Pueblos de Oaxaca (APPO), el Movimiento Regeneración Nacional (Morena) y otros grupos, entre ellos un contingente del movimiento YoSoy132. Las manifestaciones se llevaron a cabo en San Lázaro, el Ángel de la Independencia y el Centro Histórico de la Ciudad de México para mostrar inconformidad en contra de la toma de protesta.
El 1DMX es considerado un día clave para el análisis del proceso de criminalización de la protesta social en el país. En 2014, la Comisión de Derechos Humanos del Distrito Federal presentó un informe acerca del impacto psicosocial en las víctimas de los acontecimientos del 1 de diciembre de 2012, en el que señala que "una cantidad considerable de personas –principalmente jóvenes– fueron víctimas de violaciones a sus derechos humanos derivadas de los cuestionables métodos y tácticas de respuesta a cargo de las autoridades locales y federales."

## San Lázaro
El 25 de noviembre de 2012, días antes de la toma de protesta presidencial, se instalaron vallas metálicas alrededor de la Cámara de Diputados, custodiada por policías del gobierno federal y del Distrito Federal, provocando la molestia de los comerciantes aledaños. Ante las protestas de los legisladores del Partido de la Revolución Democrática –quienes derribaron las vallas alrededor del recinto legislativo–, el equipo del entonces presidente electo Enrique Peña Nieto anunció por Twitter el 27 de noviembre que el cerco sería retirado, aunque fue reinstalado el 30 de noviembre, un día antes de la toma de posesión.
Brotes de violencia sucedieron el 1º de diciembre en San Lázaro, cuando un grupo de manifestantes agredieron a la Policía Federal que resguardaba esa zona, lanzándoles bombas molotov, petardos y el uso de un camión de basura como ariete, mientras que la Policía Federal respondió con piedras, gas lacrimógeno y balas de goma. Aunque la Secretaría de Gobernación afirmó que el uso de balas de goma están prohibidas, señaló que si hubo uso de armas durante las manifestaciones será investigado y castigado; mientras que Manuel Mondragón y Kalb, encargado de Despacho de la Subsecretaría de Planeación y Protección Institucional, negó que las fuerzas federales hayan utilizado balas de goma para repeler las manifestaciones.
En un principio se habló de una persona fallecida pero más tarde se desmintió, por lo que Ricardo Monreal —diputado federal que transmitió la noticia—, ofreció una disculpa. Finalmente, se reportó que la persona que presuntamente había fallecido, era Juan Francisco Kuykendall, herido de gravedad (lesión en el cráneo con exposición de masa encefálica). Sin embargo, Kuykendall no falleció sino hasta el 25 de enero de 2014, un año y un mes después de haber sido herido por un proyectil disparado por la Policía Federal. Durante más de un año permaneció internado sin lograr recuperarse.

## Centro Histórico
En el Centro Histórico de la Ciudad de México también ocurrieron hecho de violencia, los daños más importantes ocurrieron en avenida Juárez, en los que fue dañada la Alameda Central y manchado con grafiti el Hemiciclo a Juárez. La situación desencadenó en actos de rapiña y ataques a locales comerciales aledaños a la zona. Durante estos hechos, fueron detenidas 96 personas presuntas responsables de los actos de vandalismo y decomisada una granada de fragmentación la cual fue trasladada por el Grupo Especial de Reacción e Intervención (GERI) para ser desactivada. Los daños causados durante los hechos violentos son calculados en más de mil millones de pesos.

## Sobre las detenciones
En diversos vídeos aportados por los manifestantes, se demuestra que hubo detenciones de personas inocentes y que hubo violaciones a los Derechos Humanos, por lo que, la Comisión de Derechos Humanos del Distrito Federal, ha documentado 32 detenciones arbitrarias por estos sucesos. Según Amnistía Internacional durante los disturbios algunos manifestantes realizaron actos violentos y la policía hizo uso excesivo de la fuerza, en la que resultaron lesionados policías, manifestantes y transeúntes, en el que se reportaron detenciones de personas que no estuvieron involucrados en los actos violentos.

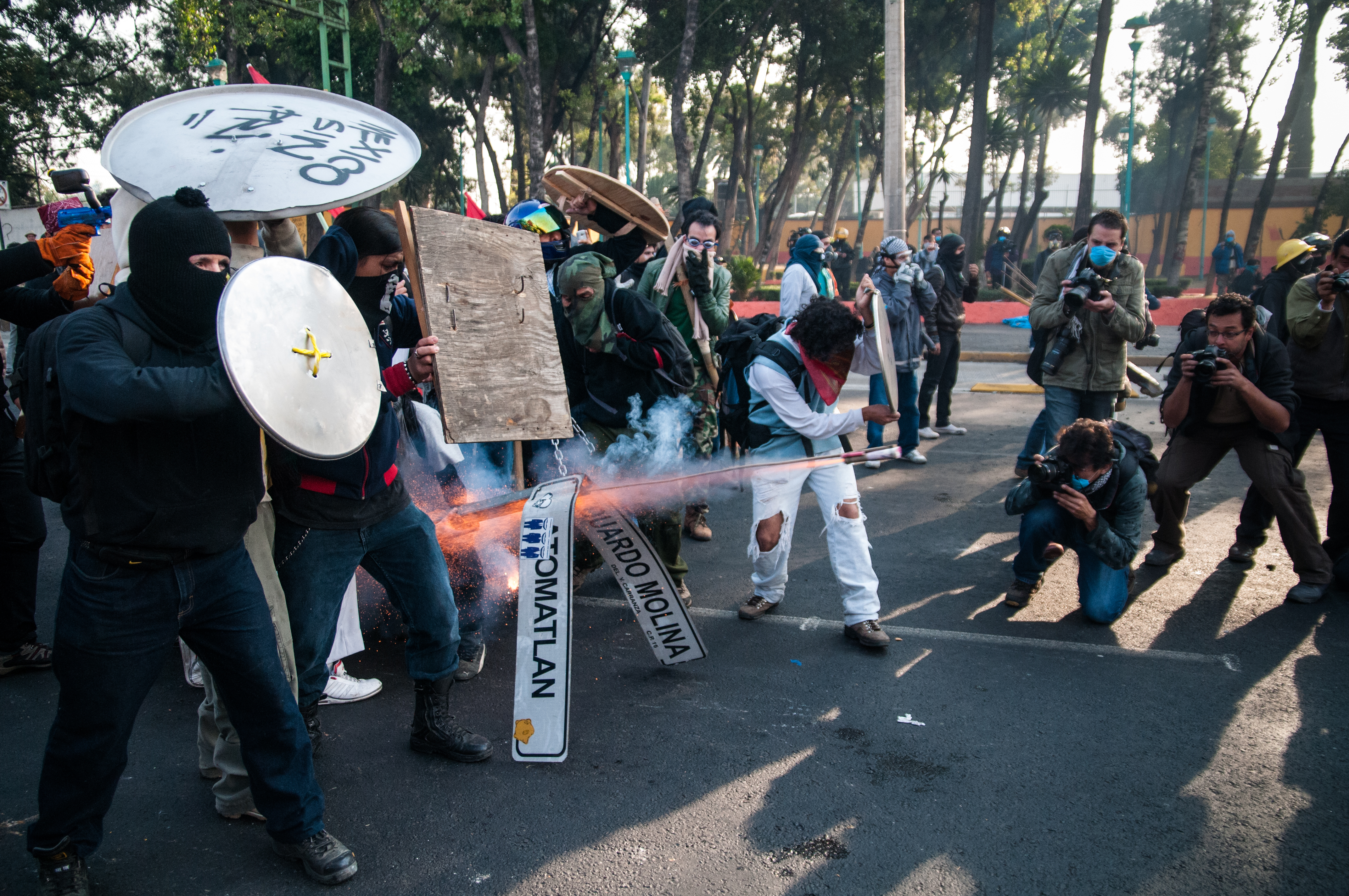
Estos petardos iban lanzados hacia vallas de metal de más de 2 metros de alto; detrás de ellas, tanquetas y policías en armadura de pies a cabeza, disparando balas de goma y gases lacrimógenos directamente a los cuerpos de los manifestantes.

En un comunicado del movimiento #Yosoy132 del 1°de diciembre de 2012, se pidió a los medios de comunicación internacionales y nacionales a solidarizarse para romper el cerco mediático y exigir la liberación de sus compañeros detenidos. En el que señalan dentro de sus anexos 20 heridos, un posible muerto y 96 detenidos. También dijeron en conferencia de prensa que el 50% de los detenidos por las autoridades pertenecen al grupo 132., mientras otras fuentes señalaron un total de 105 lesionados y 92 detenidos
En la madrugada del 1 de diciembre y la mañana siguiente fueron liberados 56 detenidos.
Quedando 14 en prisión La defensa legal de un gran número de los 14 detenidos presentaron vídeos donde muestran contradicciones por parte del ministerio público y la juez del caso.

## Muestras de solidaridad con detenidos
Ante la evidencia de detenciones arbitrarias e indiscriminadas por parte de la policía del Gobierno del Distrito Federal, la comunidad artística mexicana, repudió —a través de un video que hicieron circular mediante las redes sociales—, la aprehensión de estudiantes y civiles durante las protestas del 1º de diciembre de 2012.

## Liberación de Presos
Después que diferentes ciudadanos y grupos, entre los que destaca la Red Nacional de Asistencia Jurídica #YoSoy132, siguieron con detalle todas los demandas legales, y buscando la derogación del art. 362, finalmente consiguieron reducir la sentencia y liberar a todos los presos. Después de 27 días, se liberaron los últimos catorce, algunos de ellos aún sigue su proceso.